# Булакский сельский округ (Северо-Казахстанская область)
Булакский сельский округ (каз. Бұлақ ауылдық округі) — административная единица в составе Есильского района Северо-Казахстанской области Казахстана. Административный центр — село Булак. Аким сельского округа — Искаков Мендос Жумабекович.
Население — 1131 человек (2009, 1658 в 1999, 1908 в 1989).

## История
Булакский сельсовет образован решением Северо-Казахстанского облисполкома от 3 мая 1963 года №191 с центром в селе Булак в составе сел: Булак, Актас, Карагай
Заградовского сельсовета. 12 января 1994 года постановлением главы Северо-Казахстанской областной администрации в существующих границах создан Булакский сельский округ.

## Социальные объекты
На начало 2020 учебного года в округе функционируют три школы (основная, средняя, начальная) и 2 мини-центра с полным днем пребывания. 
На территории округа имеются 3 медицинских пункта, машина скорой помощи.

## Состав
В состав округа входят такие населенные пункты:
| Населенный пункт | Население, человек (1989) | Население, человек (1999) | Население, человек (2009) |
| ---------------- | ------------------------- | ------------------------- | ------------------------- |
| Актас, село      | 487                       | 443                       | 323                       |
| Булак, село      | 1070                      | 902                       | 577                       |
| Карагай, село    | 351                       | 313                       | 231                       |